# Fransiskus Nipa
Fransiskus Nipa (Mareali, 29 gennaio 1964) è un arcivescovo cattolico indonesiano, dal 17 ottobre 2024 arcivescovo metropolita di Makassar.

## Biografia
È nato a Mareali il 29 gennaio 1964.

### Formazione e ministero sacerdotale
Dopo aver ricevuto la sua prima educazione nella sua città, ha frequentato il seminario St. Paul a Semarang e successivamente la facoltà teologica di Yogyakarta, dove ha studiato filosofia e teologia. È stato ordinato presbitero il 3 luglio 1990 a Makassar dall'arcivescovo di Makassar Franciscus van Roessel. Dopo l'ordinazione ha proseguito gli studi presso la Pontificia Università Urbaniana, dove ha conseguito la licenza in diritto canonico nel 2000. Nello stesso anno è divenuto difensore del vincolo del tribunale ecclesiastico fino al 2005. Nel 2002 è stato nominato segretario-cancelliere arcidiocesano e segretario speciale dell'arcivescovo. Inoltre ha insegnato presso l'istituto catechetico-pastorale di Toraja.

### Ministero episcopale
Il 21 ottobre 2023 papa Francesco lo ha nominato arcivescovo coadiutore di Makassar. Ha ricevuto l'ordinazione episcopale il 1º febbraio 2024 dall'arcivescovo Piero Pioppo, nunzio apostolico in Indonesia e presso l'Associazione delle Nazioni del Sud-Est Asiatico, co-consacranti Johannes Liku Ada', arcivescovo metropolita di Makassar e Benedictus Estephanus Rolly Untu, vescovo di Manado.
Il 17 ottobre 2024, avendo il papa accolto la rinuncia per raggiunti limiti di età dell'arcivescovo Johannes Liku Ada', è succeduto alla medesima sede.

## Genealogia episcopale
La genealogia episcopale è:
- Cardinale Scipione Rebiba
- Cardinale Giulio Antonio Santori
- Cardinale Girolamo Bernerio, O.P.
- Arcivescovo Galeazzo Sanvitale
- Cardinale Ludovico Ludovisi
- Cardinale Luigi Caetani
- Cardinale Ulderico Carpegna
- Cardinale Paluzzo Paluzzi Altieri degli Albertoni
- Papa Benedetto XIII
- Papa Benedetto XIV
- Cardinale Enrico Enriquez
- Arcivescovo Manuel Quintano Bonifaz
- Cardinale Buenaventura Córdoba Espinosa de la Cerda
- Cardinale Giuseppe Maria Doria Pamphilj
- Papa Pio VIII
- Papa Pio IX
- Cardinale Gustav Adolf von Hohenlohe-Schillingsfürst
- Arcivescovo Salvatore Magnasco
- Cardinale Gaetano Alimonda
- Cardinale Agostino Richelmy
- Vescovo Giuseppe Castelli
- Vescovo Gaudenzio Binaschi
- Arcivescovo Albino Mensa
- Cardinale Tarcisio Bertone, S.D.B.
- Arcivescovo Piero Pioppo
- Arcivescovo Fransiskus Nipa